# Bạch cầu đơn nhân

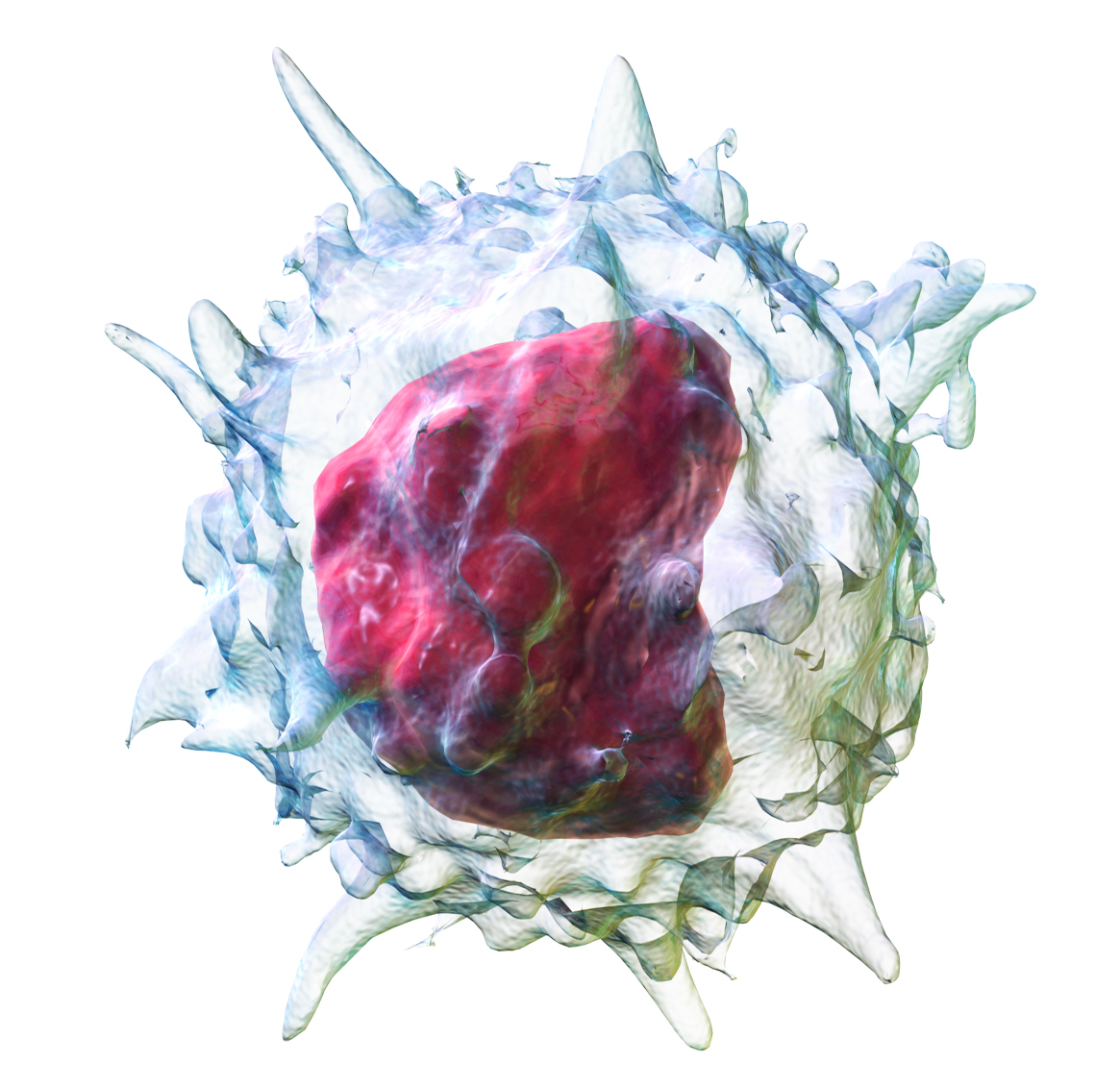
Kết xuất 3D của một bạch cầu đơn nhân

Bạch cầu đơn nhân (hay bạch cầu mono) là một loại bạch cầu. Đây là loại bạch cầu lớn nhất và có thể biệt hóa thành các đại thực bào và các tế bào tua dòng tủy. Là một phần của hệ thống miễn dịch tự nhiên của động vật có xương sống, bạch cầu đơn nhân cũng gây ảnh hưởng đến quá trình miễn dịch thu được. Có ít nhất ba loại tế bào đơn nhân trong máu người dựa trên các thụ thể kiểu hình của chúng.

## Cấu trúc
Bạch cầu đơn nhân có hình dạng amip, và có tế bào chất không kết hạt, do đó được phân loại là bạch cầu không hạt. Chứa hạt nhân một thùy, những tế bào này là một trong những loại bạch cầu có một nhân có trú ngụ các hạt ưa azua. Hình dạng nguyên mẫu của hạt nhân của bạch cầu đơn nhân là hình elip; nói ẩn dụ thì giống hình hạt đậu hoặc hình quả thận, mặc dù sự khác biệt đáng kể nhất là vỏ hạt nhân không được phân nhánh thành các thùy. Trái ngược với kiểu phân loại này chính là bạch cầu đa nhân hay còn gọi là bạch cầu hạt. Bạch cầu đơn nhân hợp thành 2% đến 10% của tất cả các bạch cầu trong cơ thể người và phục vụ nhiều vai trò trong chức năng miễn dịch. Các vai trò đó bao gồm: bổ sung đại thực bào cư trú trong điều kiện bình thường; di chuyển trong khoảng 8-12 giờ để phản hồi các tín hiệu viêm từ các vị trí nhiễm trùng trong các mô; và biệt hóa thành các đại thực bào hoặc tế bào tua để tạo ra phản ứng miễn dịch. Ở một người trưởng thành, một nửa số bạch cầu đơn nhân được lưu trữ trong lá lách. Chúng thay đổi thành đại thực bào sau khi xâm nhập vào không gian mô thích hợp và có thể biến đổi thành các tế bào bọt trong nội mô.

## Chức năng
Bạch cầu đơn nhân và đại thực bào cùng với tế bào tua của chúng phục vụ ba chức năng chính trong hệ thống miễn dịch. Đó là thực bào, trình diện kháng nguyên và sản xuất cytokine. Thực bào là quá trình hấp thu các vi khuẩn và các hạt sau đó là quá trình tiêu hóa và phá hủy các nguyên liệu này. Các tế bào đơn nhân có thể thực hiện quá trình thực bào bằng cách sử dụng các protein trung gian (cố định opsonin) như kháng thể hoặc bổ thể bao bọc mầm bệnh, cũng như bằng cách liên kết trực tiếp với vi khuẩn thông qua các thụ thể nhận dạng mẫu nhận ra mầm bệnh. Bạch cầu đơn nhân cũng có khả năng tiêu diệt tế bào chủ bị nhiễm bệnh thông qua độc tế bào trung gian kháng thể.